# Copa del Rey de voleibol 1981
La Copa del Rey de voleibol de 1981 fue la 31.ª edición de la Copa del Rey desde que adoptase dicha denominación en el año 1976. La final, bajo un formato de cuatro equipos, se disputó íntegramente en Palma de Mallorca.
El vencedor fue el Real Madrid quien se proclamó vencedor por sexta ocasión consecutiva —siendo hasta la fecha el único vencedor del torneo bajo su nueva denominación de Copa del Rey— tras favorecerle el average en un triple empate con el Club Voleibol Sant Cugat y el Son Amar Palma a cinco puntos. El último participante de la fase final fue el Turavia Salesianos madrileño —sucesor de la extinta sección de voleibol del Club Atlético de Madrid—.
Con el resultado final, los madridistas se alzaron con su undécimo título, destacándose notablemente en el palmarés histórico de la competición, seguidos de los cinco títulos logrados por el C. D. Hispano Francés y el Atlético de Madrid. En la actualidad, los seis títulos consecutivos se mantienen como la mejor racha de la competición de Copa.

## Resumen

### Cuartos de final
| Resultados Ida |                                               |     |   |
|                |                                               |     |   |
|                | Son Amar Palma - Colegio Alpe                 | 3-0 | ? |
|                | Turavia Salesianos - Colegio San José SS. CC. | 3-0 | ? |
|                | Artica Industriales - San Cugat               | 1-3 | ? |
|                | Real Madrid - Motopuch Gijón                  | 3-0 | ? |

| Resultados Vuelta |                                               |     |                         |
|                   |                                               |     |                         |
|                   | Colegio Alpe - Son Amar Palma                 | 0-3 | 4-15, 11-15 6-15        |
|                   | Colegio San José SS. CC. - Turavia Salesianos | 0-3 | 8-15, 7-15, 11-15       |
|                   | San Cugat - Artica Industriales               | 3-1 | 15-7, 15-7, 11-15, 15-1 |
|                   | Motopuch Gijón - Real Madrid                  | 0-3 | 11-15, 0-15, 4-15       |

### Final a cuatro
Los cuatro equipos clasificados para disputar la fase final fueron el Real Madrid, el Son Amar, el Sant Cugat y el Turavia Salesianos tras deshacerse respectivamente de los asturianos del Motopuch, los catalanes del Colegio Alpe, los madrileños del Artica Industriales y los andaluces del Colegio San José.
El definitivo triple empate se dilucidó por el average de sets entre los participantes, favoreciendo a los madrileños del Real Madrid.
| Fase final | Fase final               | Fase final | Partidos | Partidos | Sets  | Sets  | Sets  | Tanteo | Tanteo | Tanteo |
| #          | Equipo                   | Pts.       | P. G.    | P. P.    | S. G. | S. P. | %     | Fav.   | Con.   | %      |
| ---------- | ------------------------ | ---------- | -------- | -------- | ----- | ----- | ----- | ------ | ------ | ------ |
| 1          | Real Madrid              | 5          | 2        | 1        | 6     | 3     | 2.000 | 125    | 99     | 1,262  |
| 2          | Son Amar Palma           | 5          | 2        | 1        | 6     | 4     | 1.500 | 127    | 98     | 1,295  |
| 3          | Club Voleibol Sant Cugat | 5          | 2        | 1        | 6     | 4     | 1.500 | 122    | 117    | 1,042  |
| 4          | Turavia Salesianos       | 3          | 0        | 3        | 2     | 9     | 0.222 | 85     | 145    | 0,586  |

### Partidos
| Resultados 1.ª Jornada |                                  |     |                   |
|                        |                                  |     |                   |
|                        | Son Amar Palma - San Cugat       | 3-0 | 15-7, 15-10, 15-7 |
|                        | Real Madrid - Turavia Salesianos | 3-0 | 15-3, 15-9, 15-8  |

| Resultados 2.ª Jornada |                                     |     |                        |
|                        |                                     |     |                        |
|                        | San Cugat - Real Madrid             | 3-0 | 15-7, 17-15, 15-13     |
|                        | Son Amar Palma - Turavia Salesianos | 3-1 | 15-6, 15-2, 4-15, 15-6 |

| Resultados 3.ª Jornada |                                |     |                         |
|                        |                                |     |                         |
|                        | San Cugat - Turavia Salesianos | 3-1 | 15-4, 5-15, 15-4, 16-14 |
|                        | Real Madrid - Son Amar Palma   | 3-0 | 15-12, 15-13, 15-8      |